# Северин (городской префект)
Северин (лат. Severinus) — римский политический деятель конца IV века.
Северин обучался у известного ритора Либания. Затем некоторое время он занимался адвокатской практикой. В 388—390 годах Северин находился на посту комита частных дел при императоре Феодосии I Великом, расположением которого он пользовался. В 391 году он был комитом священных щедрот. В 398—399 годах Северин занимал должность префекта Константинополя. Либаний писал, что Северин пользовался большой известностью и не был богат